# Bertel Christian Sandvig
Bertel Christian Sandvig (5. december 1752 – 12. marts 1786) var en dansk historiker og litteraturhistoriker.

## Uddannelse og karriere
Bertel Christian Sandvig fødtes i København som søn af fiskebløder Johan Bertelsen Sandvig og Karen Christensdatter, 11 år gammel sattes han i vor Frue Skole, hvorfra han dimitteredes 1768 med et hædrende vidnesbyrd. Universitetsstudierne synes han snart at have opgivet, og tidlig kom han ind på litterær virksomhed, i det han allerede 1771 udgav Celadon og Chloris, en fra tysk oversat fortælling. Efter anmodning af den nedsatte skolekommission besørgede han 1776 en udgave af Cornelius Nepos til skolebrug, og omtrent samtidig blev han korrektør ved madam Anna Magdalena Godiches bogtrykkeri. 1777 var han med at stifte det genealogisk-heraldiske Selskab, hvis første sekretær han var (til sin død), og som sådan redigerede han de første 3 hæfter af Lexikon over adelige Familier i Danmark, Norge og Hertugdommene, omfattende bogstaverne A-K (1772-84).
1781 blev han sekretær i Det kongelige danske Selskab for Fædrelandets Historie, som da efter en lang pause på ny trådte i virksomhed, og overtog dermed redaktionen af Ny danske Magasin, af hvis 1. bind 6 hæfter lå færdigtrykte ved hans død. Denne indtraf 12. marts 1786 temmelig pludselig. For den Arnamagnæanske Kommission havde han udarbejdet en fortegnelse over dens norske diplomer.

## Litterær virksomhed
Ved Siden af sin nævnte virksomhed havde han også på anden måde lagt sine gode historiske detailkundskaber for dagen. 1776 udgav han en lille beskrivelse af Møen med stærk fremhævelse af det historiske element, men i øvrigt et svagt begynderarbejde, som fik en ikke ganske blid modtagelse af kritikken.
1776-79 udgav han en dansk oversættelse af Niels Krags og Stephanius’ latinske årbøger over Christian 3.’ s historie, ledsaget af enkelte noter og et betydeligt tillæg af aktstykker (3 bind); selve oversættelsen var ikke af ham, men af en student Jacob Ørslev.
Omtrent samtidig (1777-79) besørgede han udgivet student Christian Liunges oversættelse af Tycho de Hofmans Portraits historiques under titelen: Historiske Efterretninger om velfortjente danske Adelsmænd (3 bind) i en fra den franske udgave betydelig forbedret og udvidet skikkelse. På bekostning af Peter Frederik Suhm, i hvis bibliotek han en tid var ansat med at katalogisere, udgav han 1779-84 Samlinger til den danske Historie (2 bind). Også hans 1777 udkomne biografi af Peder Svave er et udgiverarbejde, nemlig en gammel levnedsbeskrivelse, forsynet med en del tillæg.
Samme år besørgede han en forbedret udgave af Tycho de Hofmans afhandling om tienden. 100 år efter hans død fremkom hans efterretninger om ærkebiskop Jens Brostrup i Kirkehistoriske Samlinger, 3. række, VI.
I udarbejdelsen af 7. del af Pontoppidans Danske Atlas, der udkom 1781 og omfattede Slesvig, havde Sandvig en væsentlig andel.
1777-78 var han en af udgiverne af det for øvrigt kun lidt udbredte Ny kritisk Tilskuer.
Et emne, han særlig interesserede sig for, var dansk kunstnhistorie. I Minerva for 1785 leverede han som prøve på et kunstnerleksikon en biografi af Melchior Lorck, og samtidig indbød han til subskription på hele værket, hvad han for resten havde gjort allerede 4 år tidligere. Man skulle herefter tro, at han havde en del liggende færdigt til udgivelse, men de collectanea, man fandt efter ham, var kun løst henkastede optegnelser; alligevel blev de som et første forsøg i sin art udgivet af Rasmus Nyerup i Suhms Nye Samlinger, IV (1795).
Men også på andre områder virkede Sandvig. Han sad inde med et for den tid ganske usædvanligt kendskab til det islandske sprog ligesom til flere andre gamle sprog, f.eks. angelsaksisk. En frugt af hans interesse for den gamle nordiske litteratur var Danske Sange af det ældste Tidsrum (1779), en antologi, indeholdende oversættelser fra oldnordisk, og da det lille bind modtoges med bifald, fortsatte han det følgende år med 1. hæfte af Levninger af Middelalderens Digtekunst, henved en snes, til dels førhen utrykte folkeviser, udgivne anonymt ligesom det forrige bind (2. hæfte udgav Nyerup 1784). Endelig kom 1783-85 hans oversættelse af den ældre Edda (2 hæfter); det 3., aldrig udkomne hæfte skulle have bragt afhandlinger om den gamle gudetro.
Også gammel tysk litteratur kastede Sandvig sig over. 1783 udgav han som prøve et fragment af et middelalderligt digt om Sankt Jørgen. En større samling af sådanne gamle sager efter håndskrifter i København skulle følge efter og udkom også 1787 under titlen: Symbolæ ad litteraturam Teutonicam antiqviorem, men foretagendets afslutning var da et af de mange hverv, der var gået i arv fra Sandvig til Rasmus Nyerup.
At en så omfattende og over forskellige felter spredt litterær virksomhed måtte beslaglægge Sandvigs tid i høj grad, er naturligt; man undres kun over, at han kunne magte det altsammen. Det meget arbejde i forbindelse med hans vistnok svage helbred og trange kår var vel til dels skyld i, at hans sind var noget pirreligt og vanskeligt, hvad der affødte adskillige rivninger i det genealogisk-heraldiske Selskab.
Han var gift med Sophie Elisabeth født Freuchen (født 1746), datter af amtsbarber Joh. Nic. Freuchen. Han efterlod sig ingen børn, og efter hans død gik enken fra arv og
gæld.